# باغ چاله
باغ چاله یکی از روستاهای بزرگ از توابع بخش اسیر در شهرستان مهر در استان فارس است. این روستا در نزدیکی روستای هرج قرار گرفته و کشاورزی و دامداری از جمله شغل اکثر مردم این روستا است.